# Byron Bay
Byron Bay es una ciudad del estado de Nueva Gales del Sur, situado en las costas del este de Australia. Se encuentra a 772 km al norte de Sídney (capital del estado Nueva Gales del Sur) y 165 km al sur de Brisbane. El cabo Byron es el punto más oriental de Australia continental. En el censo de 2011, la ciudad tenía una población permanente de 4.959. La ciudad es a su vez el centro del condado de Byron, que tiene 29.209 habitantes, y está considerada como una de las localidades con mejor calidad de vida de todo el país.

## Historia
En 1770, el teniente británico James Cook encontró un fondeadero seguro, nombrándolo cabo Byron, en honor a su compañero marino John Byron.
La primera industria en Byron Bay fue la tala de árboles de Cedro rojo australiano. La industria maderera es el origen de la palabra "shoot" (disparar) en nombres de muchos locales como: Possum Shoot, Coopers Shoot y Skinners Shoot, donde los cortadores de madera serían "shoot" los registros de abajo de las colinas que se arrastraban a los buques en espera.

## Galería

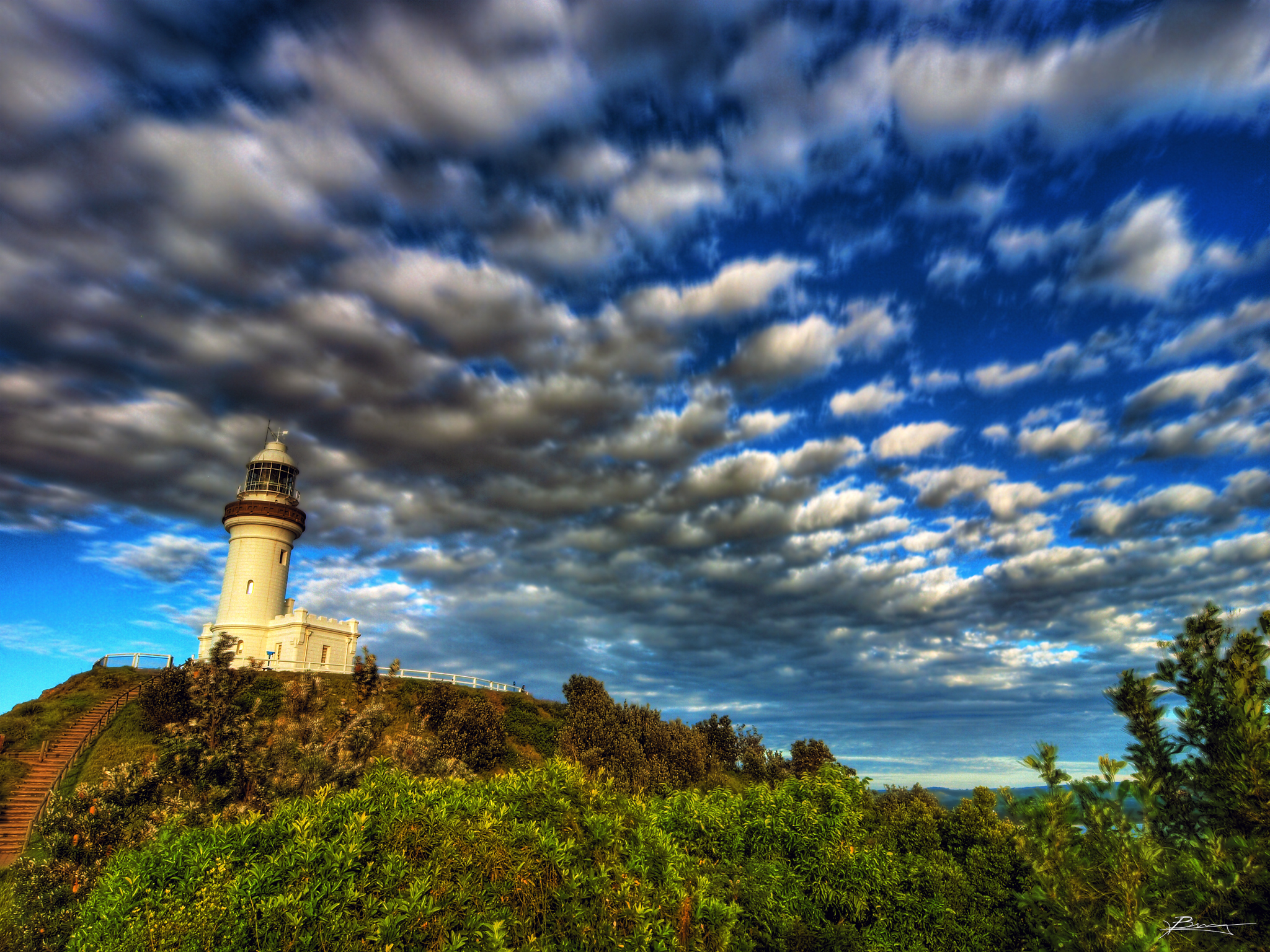
Faro del Cabo Byron
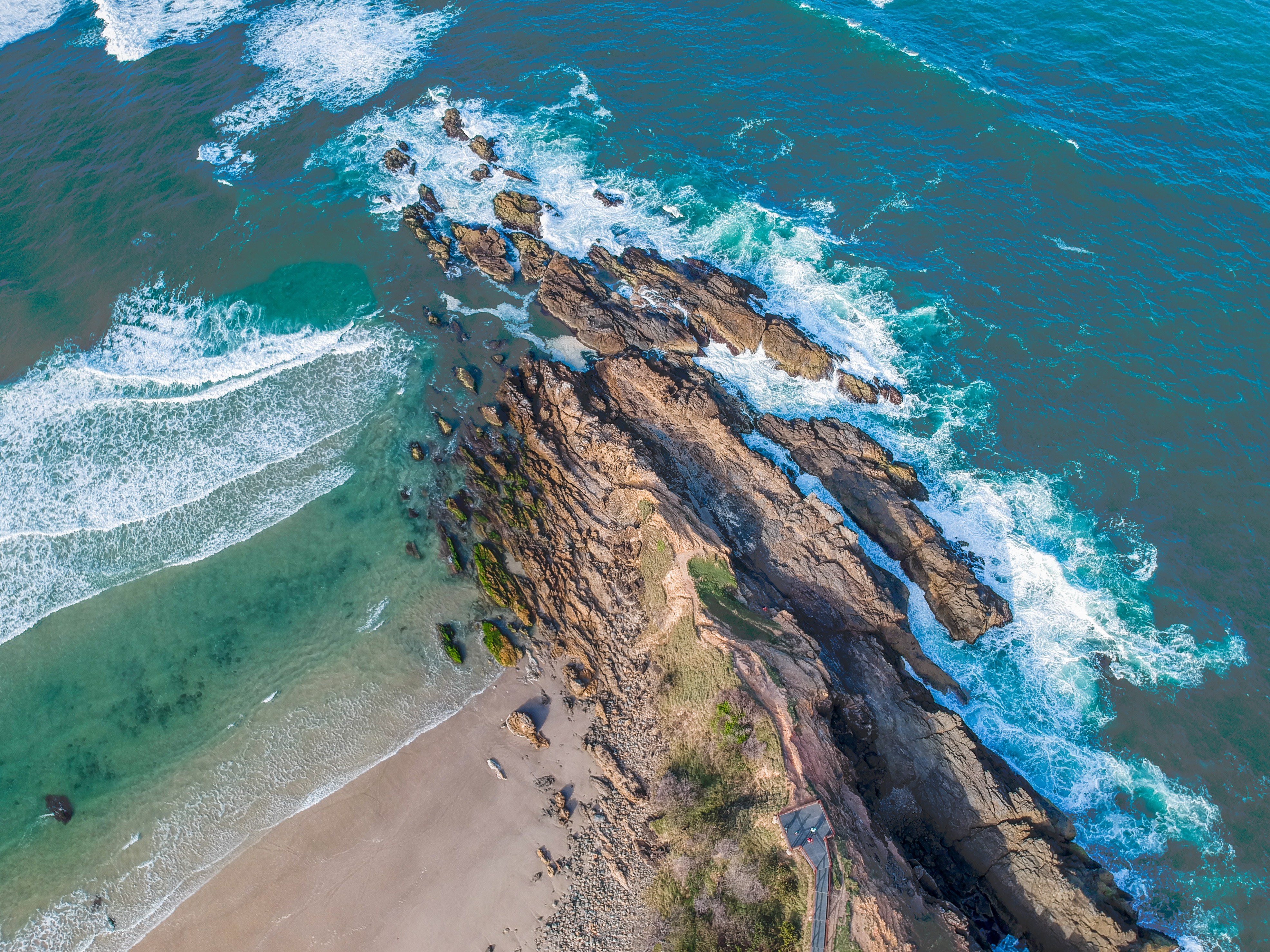
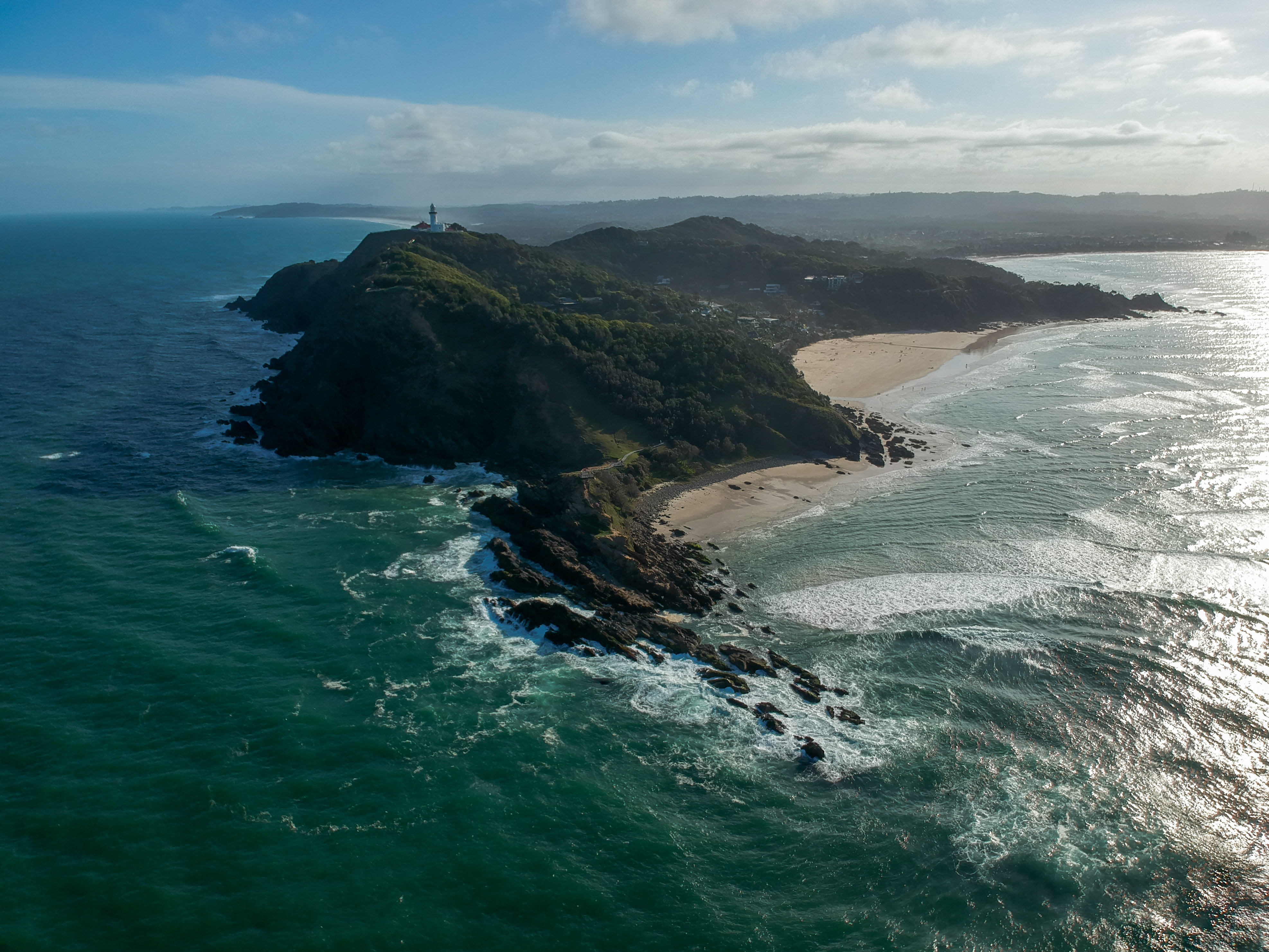
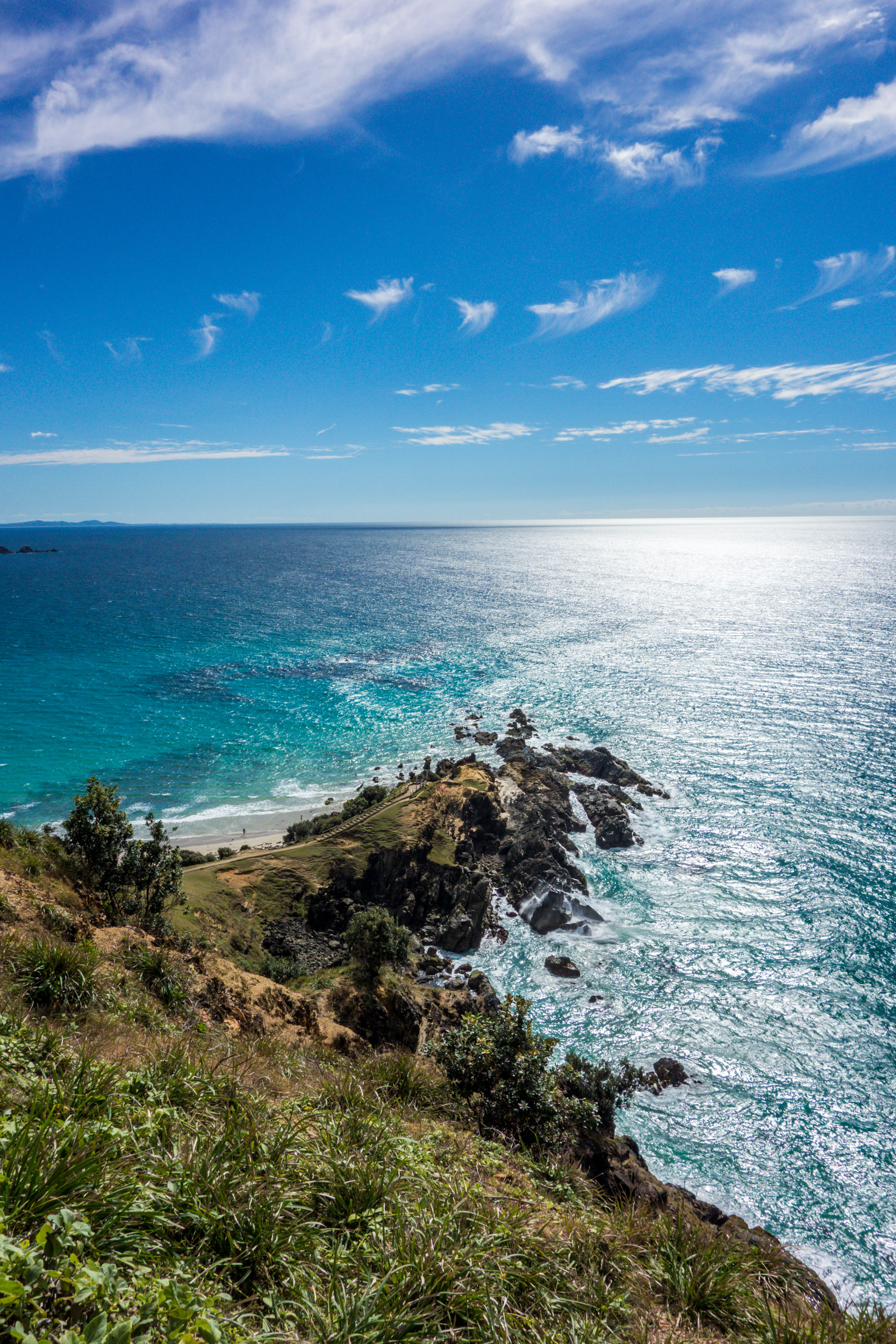
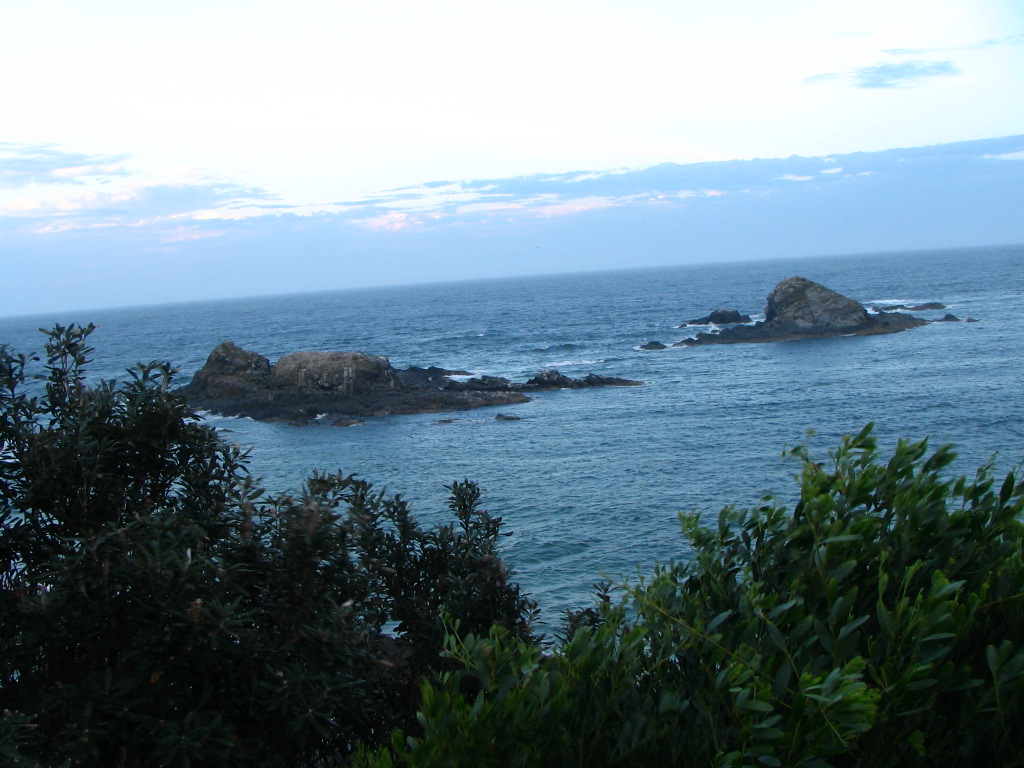

## Geografía
Byron Bay es parte de la caldera erosionada de un antiguo volcán en escudo, el Volcán Tweed, que entró en erupción hace 23 millones de años. El volcán logró como resultado de la Placa Indoaustraliana que se movió sobre el punto caliente del este de Australia.

### Clima
La clasificación climática de Köppen definió a Byron Bay con un clima subtropical húmedo con veranos cálidos, húmedos e inviernos templados. Los inviernos son algo fríos con un promedio máximos de 19,4° C y una mínima de 11° C. El verano puede ser caluroso, con un promedio de 27° C. Las noches de verano pueden ser muy húmedas.
| Parámetros climáticos promedio de Byron Bay, Nueva Gales del Sur, Australia | Parámetros climáticos promedio de Byron Bay, Nueva Gales del Sur, Australia | Parámetros climáticos promedio de Byron Bay, Nueva Gales del Sur, Australia | Parámetros climáticos promedio de Byron Bay, Nueva Gales del Sur, Australia | Parámetros climáticos promedio de Byron Bay, Nueva Gales del Sur, Australia | Parámetros climáticos promedio de Byron Bay, Nueva Gales del Sur, Australia | Parámetros climáticos promedio de Byron Bay, Nueva Gales del Sur, Australia | Parámetros climáticos promedio de Byron Bay, Nueva Gales del Sur, Australia | Parámetros climáticos promedio de Byron Bay, Nueva Gales del Sur, Australia | Parámetros climáticos promedio de Byron Bay, Nueva Gales del Sur, Australia | Parámetros climáticos promedio de Byron Bay, Nueva Gales del Sur, Australia | Parámetros climáticos promedio de Byron Bay, Nueva Gales del Sur, Australia | Parámetros climáticos promedio de Byron Bay, Nueva Gales del Sur, Australia | Parámetros climáticos promedio de Byron Bay, Nueva Gales del Sur, Australia |
| Mes                                                                         | Ene.                                                                        | Feb.                                                                        | Mar.                                                                        | Abr.                                                                        | May.                                                                        | Jun.                                                                        | Jul.                                                                        | Ago.                                                                        | Sep.                                                                        | Oct.                                                                        | Nov.                                                                        | Dic.                                                                        | Anual                                                                       |
| --------------------------------------------------------------------------- | --------------------------------------------------------------------------- | --------------------------------------------------------------------------- | --------------------------------------------------------------------------- | --------------------------------------------------------------------------- | --------------------------------------------------------------------------- | --------------------------------------------------------------------------- | --------------------------------------------------------------------------- | --------------------------------------------------------------------------- | --------------------------------------------------------------------------- | --------------------------------------------------------------------------- | --------------------------------------------------------------------------- | --------------------------------------------------------------------------- | --------------------------------------------------------------------------- |
| Temp. máx. abs. (°C)                                                        | 34.0                                                                        | 34.0                                                                        | 32.4                                                                        | 29.8                                                                        | 26.9                                                                        | 25.0                                                                        | 24.1                                                                        | 28.3                                                                        | 32.0                                                                        | 34.0                                                                        | 33.3                                                                        | 34.8                                                                        | 34.8                                                                        |
| Temp. máx. media (°C)                                                       | 27.8                                                                        | 27.5                                                                        | 26.5                                                                        | 23.9                                                                        | 21.2                                                                        | 19.3                                                                        | 18.6                                                                        | 20.0                                                                        | 22.0                                                                        | 23.6                                                                        | 25.1                                                                        | 26.4                                                                        | 23.5                                                                        |
| Temp. mín. media (°C)                                                       | 21.1                                                                        | 21.0                                                                        | 20.0                                                                        | 17.6                                                                        | 14.9                                                                        | 13.1                                                                        | 12.0                                                                        | 13.1                                                                        | 15.2                                                                        | 16.9                                                                        | 18.6                                                                        | 19.8                                                                        | 16.9                                                                        |
| Temp. mín. abs. (°C)                                                        | 16.5                                                                        | 16.0                                                                        | 14.7                                                                        | 10.9                                                                        | 9.3                                                                         | 6.5                                                                         | 7.1                                                                         | 6.6                                                                         | 9.7                                                                         | 9.5                                                                         | 11.8                                                                        | 13.9                                                                        | 6.5                                                                         |
| Lluvias (mm)                                                                | 164.4                                                                       | 166.6                                                                       | 142.1                                                                       | 183.5                                                                       | 99.4                                                                        | 164.9                                                                       | 96.3                                                                        | 75.4                                                                        | 47.0                                                                        | 95.8                                                                        |                                                                             | 139.3                                                                       | 1509.2                                                                      |
| Días de precipitaciones (≥ 1 mm)                                            | 15.4                                                                        | 15.3                                                                        | 16.4                                                                        | 15.5                                                                        | 13.8                                                                        | 14.0                                                                        | 12.3                                                                        | 8.2                                                                         | 9.0                                                                         | 12.7                                                                        | 11.5                                                                        | 14.1                                                                        | 158.2                                                                       |
| Fuente: Bureau of Meteorology                                               |                                                                             |                                                                             |                                                                             |                                                                             |                                                                             |                                                                             |                                                                             |                                                                             |                                                                             |                                                                             |                                                                             |                                                                             |                                                                             |

## Turismo
La ciudad cuenta con varias playas especializadas para el surf. Es un deporte turístico popular entre los turistas nacionales e internacionales. El faro del Cabo Byron es una de las atracciones de la ciudad, que ayudan con el avistamiento de ballenas, que a su vez es una industria muy importante y contribuyente a la economía local.
En Byron Bay abundan las aguas templadas y tropicales, por lo que es una zona popular para el buceo y el snorkel.